# Megaselia latangula
Megaselia latangula är en tvåvingeart som beskrevs av Borgmeier 1962. Megaselia latangula ingår i släktet Megaselia och familjen puckelflugor. Inga underarter finns listade i Catalogue of Life.